# Europastraße 54
Die Europastraße 54 (Abkürzung E 54) verläuft von Paris (Frankreich) bis nach München (Deutschland). Sie ist etwa 980 Kilometer lang.

## Verlauf

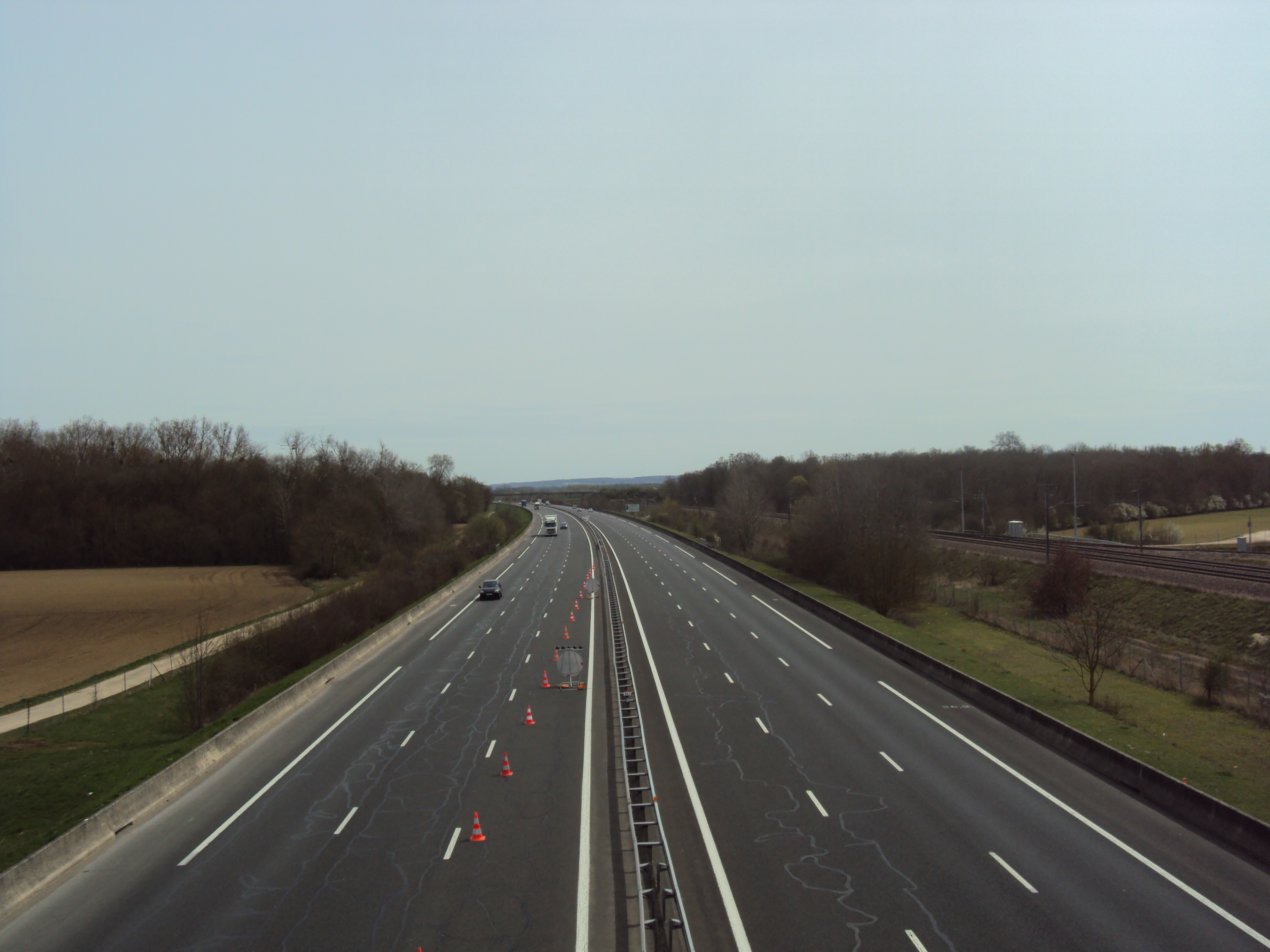
Die Europastraße 54 (Autoroute A5) bei Montereau

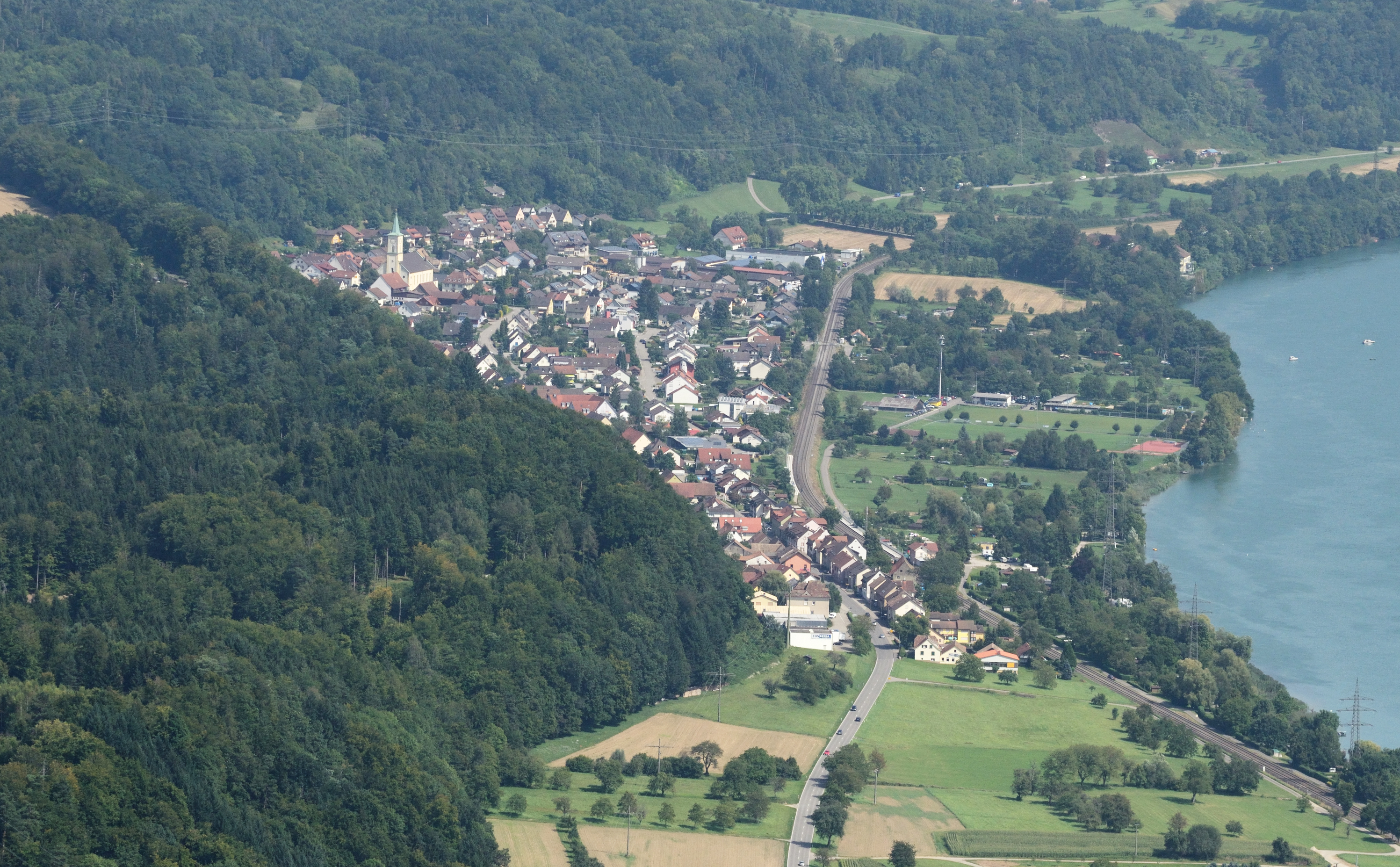
Die Europastraße 54 passiert Schwörstadt, ein deutsches Dorf rechts des Rheines.

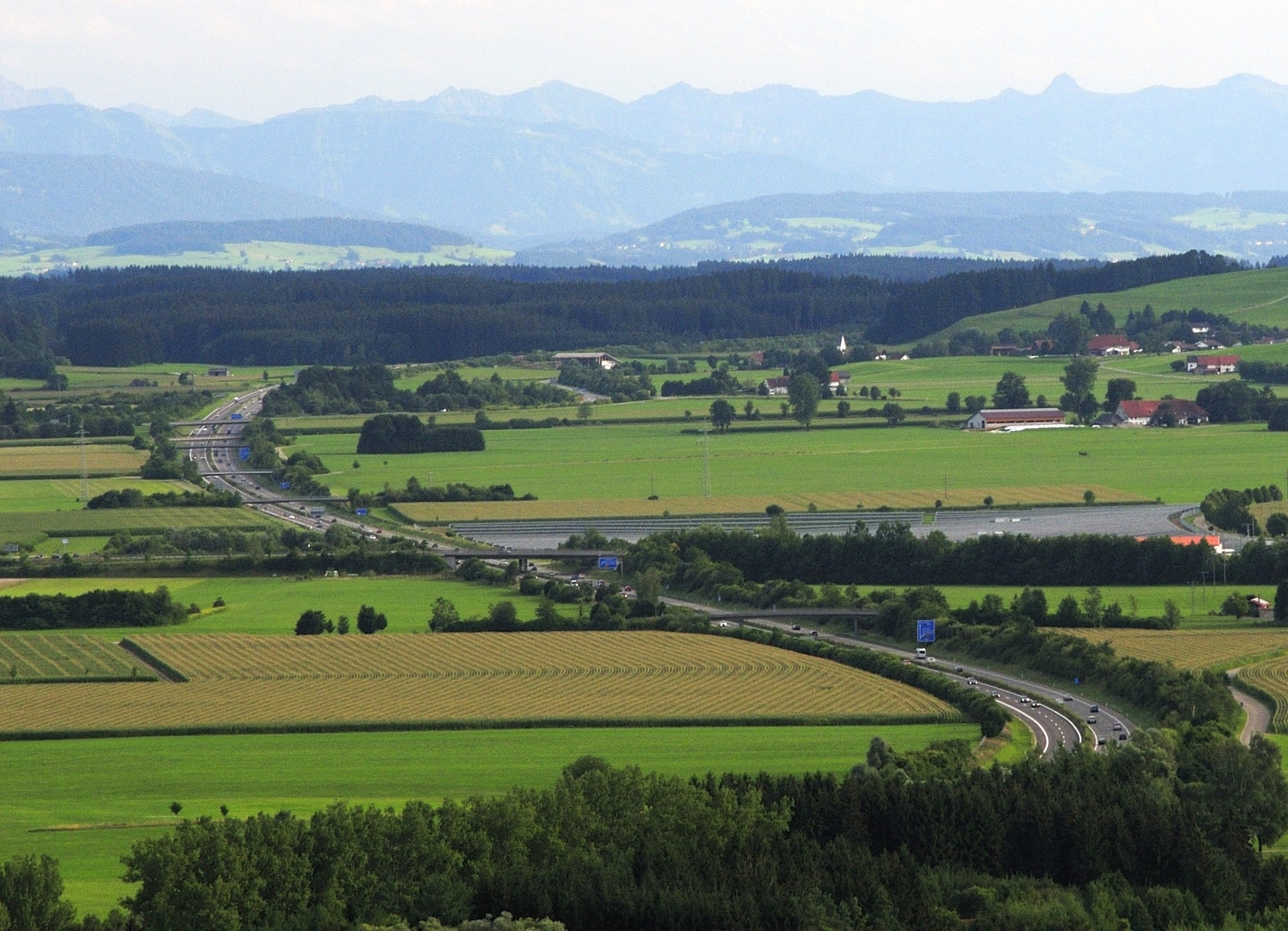
Die Europastraße 54 (A 96) bei Leutkirch

In Frankreich benutzt sie die Autoroute A 5, die Autoroute A 31, die Route nationale 19 und die Autoroute A 36. Auf deutscher Seite führt sie über die Bundesautobahn 5, die Bundesautobahn 98, die Bundesstraße 34, die Bundesautobahn 81, die Bundesstraße 31, die Bundesautobahn 96, durchquert München über den Mittleren Ring und hat über die Bundesautobahn 995 Anschluss an die Europastraßen 45 und 52, die beide über die Bundesautobahn 8 verlaufen. In der Schweiz folgt sie der Hauptstrasse 13 und der Hauptstrasse 15.

## Orte an der E54
Wichtige Orte an der E 54 sind: Paris – Sens – Troyes – Langres – Vesoul – Belfort – Mülhausen – Lörrach – Bad Säckingen – Schaffhausen – Singen – Friedrichshafen – Lindau – Memmingen – Mindelheim – Buchloe – Landsberg am Lech – München.